# Jacksonville Beach
Jacksonville Beach – miasto w Stanach Zjednoczonych, w stanie Floryda, w hrabstwie Duval.